# Wolfsbane (album)
Wolfsbane – trzeci album studyjny brytyjskiej grupy heavymetalowej Wolfsbane wydany w 1994 roku.

## Lista utworów
1. „Wings” (4.21)
2. „Lifestyles of the Broke and Obscure” (3.47)
3. „My Face” (3.26)
4. „Money Talks” (4.25)
5. „Seen How It's Done” (4.36)
6. „Beautiful Lies” (3.36)
7. „Protect and Survive” (3.24)
8. „Black Machine” (3.13)
9. „Violence” (3.41)
10. „Die Again” (13.23 - zawiera „ukryty” utwór „Say Goodbye”)

## Muzycy
- Blaze Bayley – wokale prowadzące
- Jason Edwards – gitara
- Jeff Hately – gitara basowa
- Steve Ellet – perkusja

## Personel techniczny
- Shawn Joseph – mastering
- Midori Tsukagoshi – fotograf
- Ashley „Capers” Groom – asystent inżyniera